# Mike Obiku
Michael (Mike) Edirin Obiku (ur. 24 września 1968 w Warri) – nigeryjski piłkarz grający na pozycji napastnika.

## Kariera klubowa
Obiku zaczynał swoją piłkarską karierę w zespole Flash Flamingoes. W barwach tego klubu zadebiutował w pierwszej lidze w 1986 roku w wieku 18 lat i w premierowym sezonie strzelił 6 goli dla swojego klubu. W drużynie „Flamingów” grał też w kolejnym sezonie, w którym zdobył 7 goli. Na początku roku 1988 Obiku przeszedł do zespołu Iwuanyanwu Nationale, w którym przez pół roku zdobył 4 gole.
Latem 1988 Obiku trafił do portugalskiego CS Marítimo. Problemy z kontraktem oraz licencją spowodowały, że Obiku nie mógł grać w oficjalnych meczach i przez cały sezon 1988/1989 grał jedynie w sparingach. Taki obrót sytuacji spowodował, że w letnim oknie transferowym 1989 Obiku wyjechał na Cypr i stał się zawodnikiem Anorthosisu Famagusta. W sezonie 1989/1990 zdobył 6 goli, w sezonie 1990/1991 – 11 goli, a rok później – 16. W tym ostatnim sezonie wywalczył wicemistrzostwo Cypru z klubem z Larnaki.
Latem 1992 Obiku został kupiony przez Feyenoord Rotterdam. Do Rotterdamu ściągnął go trener Willem van Hanegem i miał wówczas walczyć o miejsce w ataku z takimi zawodnikami jak Gaston Taument czy John van Loen. W Eredivisie Obiku zadebiutował 12 sierpnia 1992 w przegranym 0:1 meczu z PSV Eindhoven. Nigeryjczyk był jednak głównie rezerwowym, ale, pomimo że pojawił się na boisku w 21 meczach, to zdołał zdobyć 7 goli w sezonie. Feyenoord na koniec sezonu z 2 punktami przewagi nad PSV wywalczył mistrzostwo Holandii. Latem 1993 do Feyenoordu przyszedł Szwed Henrik Larsson i Obiku stał się czwartym napastnikiem w hierarchii. Zagrał w 16 ligowych meczach i strzelił 3 gole. Z Feyenoordem wywalczył wicemistrzostwo Holandii i Puchar Holandii.
Latem 1994 Obiku zastąpił Larssona w Helsingborgs IF i został wliczony w sumę transferu Szweda do Rotterdamu. W Allsvenskan w 14. kolejce zdobył gola w wygranym 3:2 meczu z Västra Frölunda IF, a łącznie w lidze uzyskał ich 9. Ze swoim zespołem zajął 9. miejsce i pomógł w awansie do półfinału Pucharu Szwecji.
Zimą 1995 Obiku powrócił do Feyenoordu. W ćwierćfinale Pucharu Holandii zdobył w dogrywce zwycięskiego gola w meczu z Ajaksem Amsterdam i była to jedyna porażka Ajaksu w całym sezonie. W finale w meczu z FC Volendam, w 82. minucie (11 minut po wejściu na boisko), zdobył zwycięskiego gola na 2:1 i Feyenoord po raz czwarty w ciągu 5 lat wywalczył krajowy puchar. W lidze Obiku strzelił 7 goli i z Feyenoordem zajął 4. miejsce w Eredivisie. W Pucharze Zdobywców Pucharów wystąpił w 1 meczu z Realem Saragossa w ćwierćfinale. W sezonie 1995/1996 Obiku jako rezerwowy uzyskał 7 goli dla Feyenoordu i po raz kolejny (trzeci w swojej karierze) zdobył z tym klubem Puchar Holandii. Na początku sezonu 1996/1997 Nigeryjczyk rozegrał 3 mecze dla Feyenoordu, ale trener Arie Haan nie widział dla niego miejsca w składzie i Nigeryjczyk odszedł z klubu.
Obiku trafił do RCD Mallorca, grającej w Segunda División. Razem z Rumunem Constantinem Galcą z 14 golami był najskuteczniejszym zawodnikiem trzeciej drużyny sezonu. Wystąpił także w obu zwycięskich dla Mallorki barażach o awans do Primera División z Rayo Vallecano.
W połowie 1997 roku Obiku podpisał kontrakt z drużyną J-League, Avispą Fukuoka i stał się pierwszym Nigeryjczykiem w japońskiej lidze. Zdobył 9 goli w lidze i był najskutecznejszym zawodnikiem Avispy w drugiej części sezonu. Z drużyną tą zajął 15. pozycję w lidze. W 1998 w Japonii spędził pół sezonu, w trakcie którego zdobył 4 gole w 8 meczach.
Latem 1998 Obiku wrócił do Holandii i został piłkarzem AZ Alkmaar. Zagrał w 13 meczach AZ i zdobył 2 gole w lidze. Z AZ zajął 9. pozycję, ale nie przedłużył kontraktu na następny sezon. W 1999 roku po raz drugi w karierze został piłkarzem Anorthosisu Famagusta. W 4 meczach Anorthosisu w eliminacjach do Ligi Mistrzów strzelił 3 gole. W lidze cypryjskiej strzelił ich 14 i znacznie przyczynił się do wywalczenia przez ten klub mistrzostwa kraju. Karierę piłkarską kończył w 2001 roku jako zawodnik APOEL-u Nikozja.
| Sezon   | Klub                 | Kraj       | Rozgrywki              | Mecze | Bramki |
| ------- | -------------------- | ---------- | ---------------------- | ----- | ------ |
| 1986    | Flash Flamingoes     | Nigeria    | Nigeria Premier League | 15    | 6      |
| 1987    | Flash Flamingoes     | Nigeria    | Nigeria Premier League | 14    | 7      |
| 1988    | Iwuanyanwu Nationale | Nigeria    | Nigeria Premier League | 5     | 4      |
| 1988/89 | CS Marítimo          | Portugalia | Portugalska Superliga  | 0     | 0      |
| 1989/90 | Anorthosis Famagusta | Cypr       | Division A             | 24    | 6      |
| 1990/91 | Anorthosis Famagusta | Cypr       | Division A             | 21    | 11     |
| 1991/92 | Anorthosis Famagusta | Cypr       | Division A             | 24    | 16     |
| 1992/93 | Feyenoord Rotterdam  | Holandia   | Eredivisie             | 21    | 7      |
| 1993/94 | Feyenoord Rotterdam  | Holandia   | Eredivisie             | 16    | 3      |
| 1994    | Helsingborgs IF      | Szwecja    | Allsvenskan            | 14    | 9      |
| 1994/95 | Feyenoord Rotterdam  | Holandia   | Eredivisie             | 13    | 6      |
| 1995/96 | Feyenoord Rotterdam  | Holandia   | Eredivisie             | 18    | 7      |
| 1996/97 | Feyenoord Rotterdam  | Holandia   | Eredivisie             | 3     | 0      |
| 1996/97 | RCD Mallorca         | Hiszpania  | Segunda División       | 26    | 14     |
| 1997    | Avispa Fukuoka       | Japonia    | J-League               | 15    | 9      |
| 1998    | Avispa Fukuoka       | Japonia    | J-League               | 8     | 4      |
| 1998/99 | AZ Alkmaar           | Holandia   | Eredivisie             | 13    | 2      |
| 1999/00 | Anorthosis Famagusta | Cypr       | Division A             | 21    | 14     |
| 2000/01 | APOEL Nikozja        | Cypr       | Division A             | 0     | 0      |

## Kariera reprezentacyjna
W 1988 roku Obiku był członkiem reprezentacji Nigerii na Puchar Narodów Afryki 1988. Zagrał tam w 1 meczu, zremisowanym 1:1 z Kamerunem. Nigeria dotarła do finału, gdzie ponownie spotkała się z Kamerunem i tym razem przegrała 0:1. W tym samym roku Obiku został powołany do kadry olimpijskiej na igrzyska olimpijskie w Seulu. Nigeria nie zdobyła żadnego punktu, a Obiku wystąpił tylko przez 12 minut. W 1989 roku był podstawowym zawodnikiem kadry prowadzonej przez Paula Hamiltona, jednak po jego zwolnieniu Obiku wypadł z kadry na dłużej.
W 1993 roku Obiku powrócił do reprezentacji, tym razem prowadzonej przez Clemensa Westerhofa. Wystąpił w przegranym 0:1 meczu z Etiopią rozegranym w ramach kwalifikacji do Pucharu Narodów Afryki. Nie miał jednak większych szans na grę na skutek dużej ilości napastników w kadrze: Samsona Siasii, Rashidiego Yekiniego czy Daniela Amokachi. Łącznie w kadrze narodowej zagrał 4 razy i strzelił 1 gola.

## Kariera trenerska
Po paru latach od zakończenia kariery piłkarskiej Obiku osiadł w Holandii na stałe i został trenerem piłkarskim. Najpierw szkolił juniorów w szkółce piłkarskiej Feyenoordu, a następnie został trenerem amatorskiego zespołu Alexandria '66. Pod koniec 2006 roku trenował bez sukcesów klub HSV Hoek. W 2007 roku został trenerem juniorów w Sparcie Rotterdam.

## Sukcesy
- Mistrzostwo Holandii: 1993 z Feyenoordem
- Puchar Holandii: 1994, 1995, 1996 z Feyenoordem
- Mistrzostwo Cypru: 2000 z Anorthosisem
- Wicemistrzostwo Afryki: 1988